# Tipula boliviensis
Tipula boliviensis är en tvåvingeart som först beskrevs av Alexander 1946.  Tipula boliviensis ingår i släktet Tipula och familjen storharkrankar.
Artens utbredningsområde är Bolivia. Inga underarter finns listade i Catalogue of Life.